# Nezvaný host (kniha)
Nezvaný host je čtvrtý román Leeho Childa ze série knih s Jackem Reacherem. Vydán byl v roce 2000 a je vyprávěn ve třetí osobě.

## Děj knihy
Úvod knihy začíná slovy neznámé záhadné postavy, jež popisuje svůj pohled na vědění, moc a zabíjení: „Lidé tvrdí, že ve znalosti spočívá síla. Čím více znalostí, tím větší síla. Řekněme, že byste znali správná čísla loterie? Běželi byste do první podatelny. A vyhráli byste. To samé platí o burze. Nemluvíme tady o trendu, procentuální pravděpodobnosti, šeptandě nebo tipu. Mluvíme o znalosti. Skutečné, hluboké znalosti. Kdybyste ji měli tak byste nakoupili akcie. Později je prodali a zbohatli. Stejné je to s jakýmkoliv sportem. Když dokážete předpovědět budoucnost, jste za vodou a v suchu. Platí to pro úplně všechno. Platí to i pro zabíjení lidí.“
Příběh začíná v New Yorku, kde se Reacher dostane do potyčky se dvěma gaunery, kteří měli za úkol vybrat výpalné od majitele nové restaurace, kam si Reacher zašel na jídlo. Reacher se vydává za člena konkurenční zločinecké organizace a oba gaunery zmlátí. Reacher je pak zadržen agenty FBI a předveden k výslechu, kde jim vysvětlí, že po odchodu z armády už jen cestuje jako samotář. Výslech se však týká dvou žen, které figurovaly v případech sexuálního harašení, na kterých Reacher pracoval jako vojenský policista. Dozvídá se, že obě byly v minulých měsících zavražděny, a vyšetřovací tým došel k závěru, že osoba zodpovědná za tyto činy přesně odpovídá Reacherovu profilu.
Na místo dorazí Reacherova přítelkyně Jodie Garberová Jacobová a po další sérii otázek je Reacher propuštěn. Jodie se vrátí do práce a Reacher odjíždí na sever od New Yorku do svého domu, který zdědil po Leonu Garberovi. Brzy mu však zavolají dva agenti FBI, u kterých byl na výslechu. Byla zavražděna třetí žena, také bývalá členka armády, která vznesla žalobu kvůli sexuálnímu obtěžování, i když v jiné době než první dvě oběti. FBI přinutí Reachera ke spolupráci na vyšetřování když mu dají nabídku, kterou nemůže odmítnout.
Reacher a zvláštní agentka Lamarrová která má v týmu na starost vytváření profilu vraha, odjedou z New Yorku do akademie FBI v Quanticu ve Virginii a po cestě spolu probírají informace o případu. Nevlastní sestra agentky Lamarrové náhodou odpovídá stejnému profilu jako tři zavražděné ženy. Lamarrová také Reacherovi prozradí, že vrah své oběti zabíjí neznámým způsobem, který nezanechává modřiny ani zranění, a své oběti vrah zanechává nahé ve vaně naplněné armádní barvou používanou pro maskování.
Vyšetřovací tým se několikrát sejde v Quanticu a Reacher se setkává s Lisou Harperovou, která dostala za úkol Reachera doprovázet kamkoliv se hne. Reacher přijde s nápadem kontaktovat plukovníka Johna Trenta ve Fort Dix a pokusit se získat více informací o použité barvě. Reacher a Harperová tedy zamíří do New Jersey, a zatímco Harperová musí z důvodu chybějící bezpečnostní prověrky zůstat mimo plukovníkovu kancelář, plukovník pomůže Reacherovi dostat se oknem ven a zařídí mu čtyřhodinový výlet do New Yorku. Reacher si vyhlédne náhodnou dvojici kriminálníků, kteří vybírají výpalné, ukradne jim peníze, a tím záměrně vyvolá válku o území mezi konkurenčními gangy. Tímto zaměstná jistého vůdce gangu a ten tím vypadne ze hry. FBI tak přijde o páku, kterou na Reachera a Jodie měli. Poté se vrátí zpět do New Jersey i s agentkou Harperovou, která nemá ani tušení co se stalo.
Tým pokračuje ve vyšetřování a další obětí se stane nevlastní sestra agentky Lamarrové. Místní policie je poté pověřena hlídáním zbývajících žen na seznamu. Reacher a Harperová nakonec vraha dopadnou a není jim nikdo jiný než agentka Lamarrová. Jackovi se podaří zasáhnout, právě když se Lamarrová pokouší zabít svou pátou oběť. Reacher a Harperová dojdou k závěru, že Lamarrová používala techniku hypnózy a přinutila tak své oběti aby se samy nedobrovolně udusily. Její hlavní motivací bylo získání rodinného dědictví od nevlastní sestry. Další vraždy spáchala jen proto, aby svedla vyšetřovatele ze stopy. FBI samozřejmě není ráda, že Reacher zabil jednoho z jejich agentů, bez ohledu na to, že se jednalo o vraha. Nakonec se ale dohodnou. Jack se pak vrací k Jodie, která mu sdělí, že za měsíc odlétá do Londýna. Reacher ví, že určitě nebude chtít letět s ní a dohodnou se, že spolu stráví svůj poslední měsíc.

## Proces psaní
Kniha byla vydána 20. dubna 2000 ve Velké Británii a ve Spojených státech následovalo vydání 13. července stejného roku.
Kniha má jiný název ve Velké Británii (The Visitor = Návštěvník) a ve Spojených státech (Running Blind = Běh naslepo). Důvod je ten, že původní název použitý ve Velké Británii The Visitor, tedy Návštěvník, připomínal americkému nakladateli názvem vědeckofantastický román.

## Ohlas
Nezvaný host byl dobře přijat kritikou. Magazín Publishers Weekly o něm napsal: „Kniha využívá dva elementy, které ji odlišují od šedivého průměru: zajímavá hádanka, která zaměstná váš mozek, a která je fascinovaně skládána dohromady kousek po kousku, a ústřední postava s poctivostí ve stylu Robina Hooda a výstředním přístupem k životu.“ Americký odborný knižní časopis Kirkus knihu popsal jako „hluboce uspokojující, s tím, že čtenář by se měl připravit na to, že zůstane vzhůru dlouho do noci aby se co nejrychleji prokousal k závěru.“ Sbírka knižních recenzí Booklist také přišla s dobrou kritikou se slovy „Čtvrtý thriller s Reacherem je jednoduše ten nejlepší. Zápletka je mistrovské dílo.“